# Cseh Királyság
A Cseh Királyság középkori és újkori állam volt a mai Csehország és Szilézia területén. A Német-római Birodalomhoz tartozott, a Cseh Fejedelemségből 1212-ben jött létre, amikor a fejedelem örökletes királyi címet kapott a német-római császártól. A mohácsi csata után Csehország és Morvaország a Habsburg-birodalom, 1620, a fehérhegyi csata után az osztrák örökös tartományok része lett. A cseh király egyike volt a német választófejedelmeknek. A Cseh Királyság 1918-ban szűnt meg, amikor az Osztrák–Magyar Monarchia felbomlott.

## Nem örökletes cseh királyok
Csehországban a 10. század óta a Přemysl-ház uralkodott. Az első cseh fejedelem, aki királyi címet kapott, II. Vratiszláv volt, amit 1085-ben IV. Henrik német király és német-római császár adományozott neki. Ez a cím azonban nem volt örökletes, egyéni érdemeiért kapta.
II. Ulászló fejedelem részt vett Barbarossa Frigyes császár második itáliai hadjáratában, és 1158-ban, Milánó ostrománál szerzett érdemeiért abban az évben I. Ulászló néven, nem öröklődő királyi címet kapott.
I. Ulászló király halála (1172) után zűrzavaros időszak következett, 1197-ig I. Ottokár második hatalomra jutásáig hét fejedelem váltotta egymást. Közülük I. Henrik Břetiszláv prágai püspök német birodalmi hercegi címet is viselt. 1198-ban Sváb Fülöp német király királyi rangra emelte I. Ottokárt, és csaknem teljes autonómiát biztosított országa számára. 1204-ben III. Ince pápa örökölhetőnek ismerte el Ottokár királyi címét 1212-ben a szicíliai Aranybullában II. Frigyes német-római császár is örökletesnek nyilvánította Ottokár és utódai számára a királyi címet.

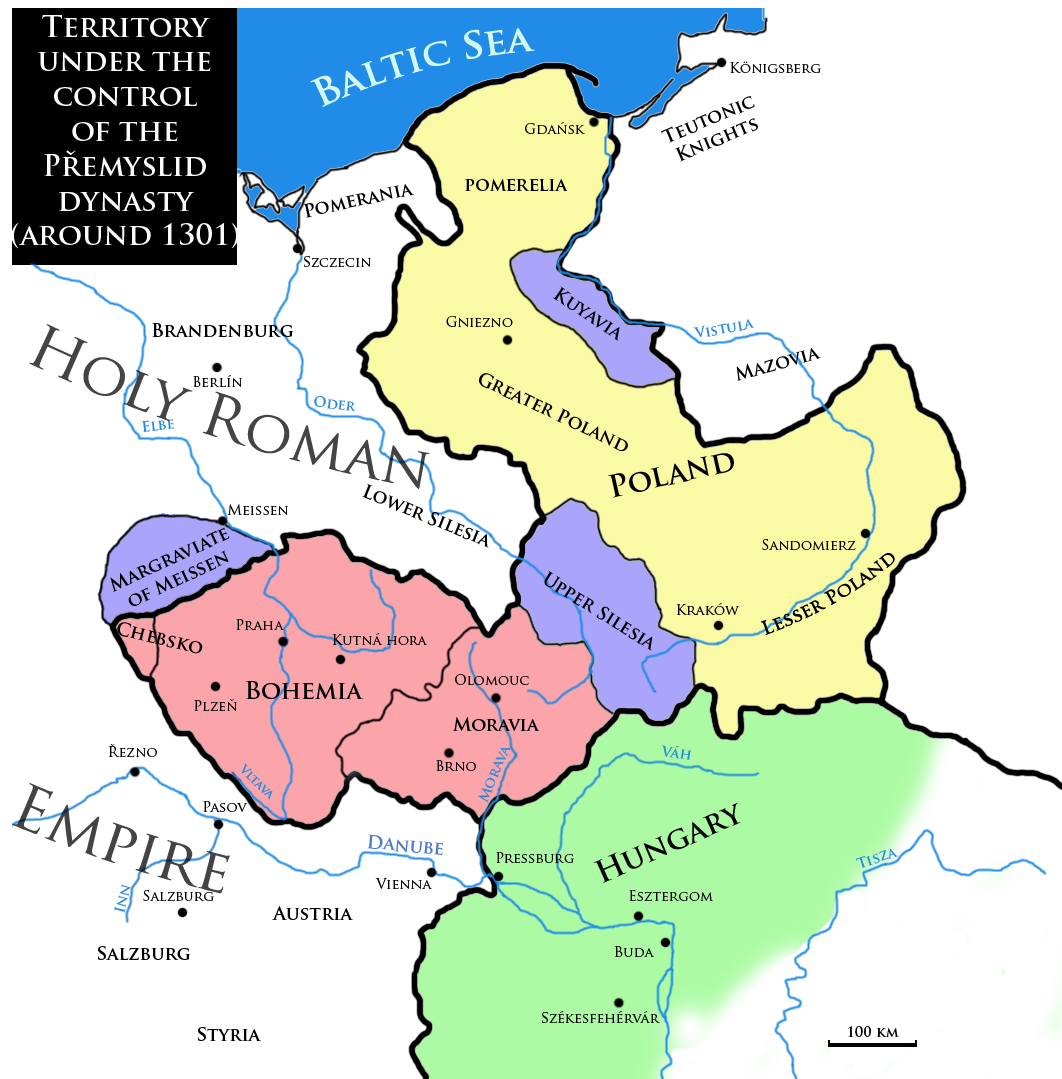
A Přemysl-dinasztia által uralt terület 1301 körül

## Přemysl-kor
I. Ottokár (1198–1230) uralkodása idején Csehország komoly fejlődésnek indult. A király, a nemesség és a papság német telepeseket vitt az országba. Ezt a politikát folytatta fia, I. Vencel és unokája, II. Ottokár is, ami jelentős gazdasági és politikai előnyt biztosított az országnak. Ekkor fejlődtek fel az olyan nagy középkori városok, mint Kuttenberg, Iglau vagy Németbród. II. Ottokár 1254-ben megszerezte Ausztriát és Stájerországot, 1268-ban pedig Karintiát és Krajnát. II. Ottokár pályázott a német királyi címre, de helyette 1273-ban Habsburg Rudolfot választották meg. A kettejük között kitört háborúban Rudolf IV. (Kun) László magyar király segítségével, 1278-ban a morvamezei csatában legyőzte őt, Ottokár is elesett. Fia, II. Vencel 1291-ben elfoglalta Krakkót és 1300-ban lengyel királlyá választották. Az ő fia, III. Vencel 1301-ben magyar király is lett, 1306-ban halálával azonban kihalt a Přemysl-dinasztia.

## Luxemburgi-kor

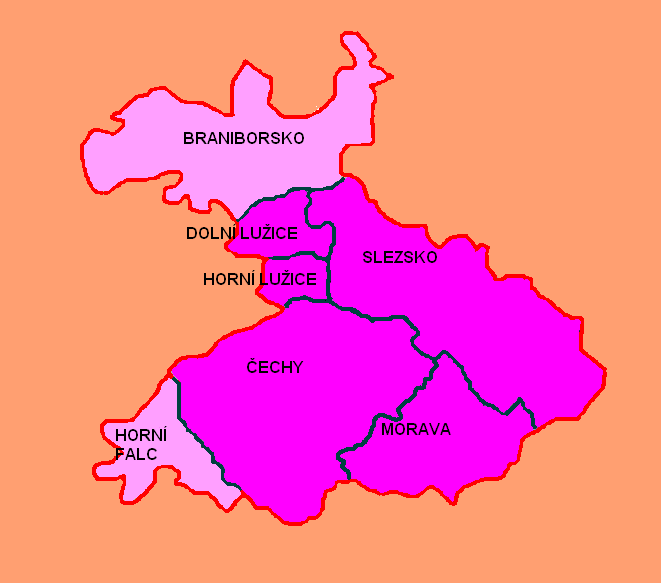
A cseh korona országai I. Károly idején

Habsburg Rudolf és Karintiai Henrik rövid uralkodása után a Luxemburg-ház szerezte meg a cseh trónt. János sikeresen harcolt Csák Máté ellen, akitől 1315-ben visszafoglalta a Morva folyó menti Veselí várát. Felvette a lengyel királyi címet is, hogy kifejezze egész Lengyelországra vonatkozó igényét, amelyet Lokietek Ulászlónak 1314-re sikerült egyesítenie Pomeránia, Mazóvia és Szilézia tartományokat, aki 1320-ban lengyel királlyá koronáztatta magát. Szilézia azonban János kezén maradt. Végül 1335-ben Károly Róbert magyar király közvetítésével került sor a kiegyezésre Ulászló fiával, Nagy Kázmérral a visegrádi királytalálkozón. Itt széles körű gazdasági és pénzügyi együttműködésben is megegyeztek. A találkozónak máig ható politikai jelentősége van. János sokat háborúzott, 1337-ben a Német Lovagrendet segítve veszítette el fél szemét, 1339-ben teljesen meg is vakult. 1346. augusztus 26-án a crécyi csatában vesztette életét a franciák oldalán az angolok ellen harcolva.
A csehek legjelentősebb uralkodójuknak I. Károlyt (1347–1378, (IV. Károly német-római császárt) tartják, aki óriási fellendülést hozott az ország életébe, amely a Luxemburg-ház uralkodásának idején elérte legnagyobb kiterjedését. Új közigazgatást szervezett, a Prágai egyházmegyét főegyházmegyei rangra emeltette. 1348-ban ugyanott megalapította a Károly Egyetemet, a Német-római Birodalom, és egyúttal Közép-Európa első egyetemét. Prága hamar Európa egyik kulturális központjává vált. Rengeteg földet juttatott az egyháznak – később ezek visszaadása lett a husziták egyik fő követelése. A huszita háborúk idején az országot egész Európa kereskedelmi embargóval sújtotta.

## Jagelló-kor
II. Ulászló magyar király 1509-ben a pestis elől családjával Csehországba menekült. 1509. február 17-én Prágába érve, fiának cseh királlyá való koronázását sürgette, de II. Lajos közben himlőben megbetegedett, s emiatt azt március 11-ére halasztották. Majdnem egy évig tartózkodtak az országban. Május 20-án a magyar urak kísérete és a csehek között utcai verekedésre került sor, melynek során csehek, két magyar úr és a kísérethez tartozó 14 magyar vesztette életét. A király akiken ellopott ékszereket és tárgyakat találtak, azokat megnyúzatta. A magyar halottakat Szent Tamás egyházába temették, amelyet ettől fogva a prágai polgárság hosszú ideig magyar kápolnának nevezett.

## Habsburg-kor
1526-ban a mohácsi csatában elesett II. Lajos magyar és cseh király. Országai közül Csehországban volt egyszerűbb a trónutódlás, mivel a morva és a sziléziai rendek nem gördítettek akadályt az 1506-os Habsburg–Jagelló házassági szerződés révén öröklő Ferdinánd trónra lépése elé, a cseh rendek pedig csak a kiváltságaik ünnepélyes elismeréséhez kötötték. Ezzel Csehország a Habsburgok birodalmának része lett, és maradt 1918-ig.
1620-ban a cseh rendek vereséget szenvedtek a csatában, s a győzelmes Habsburgok a cseh területeket átszervezték, és örökös tartománnyá nyilvánították.